# Населення Запорізької області

## Демографічні показники
| 1995   | 1996   | 1997   | 1998   | 1999   | 2000   | 2001   | 2002   | 2003   | 2004   | 2005   | 2006   | 2007   | 2008   | 2009   | 2010   | 2011   | 2012   | 2013   | 2014   |
| ------ | ------ | ------ | ------ | ------ | ------ | ------ | ------ | ------ | ------ | ------ | ------ | ------ | ------ | ------ | ------ | ------ | ------ | ------ | ------ |
| 2094,8 | 2072,4 | 2046,8 | 2022,2 | 1996,4 | 1970,2 | 1948,6 | 1929,2 | 1909,3 | 1892,6 | 1877,2 | 1861,0 | 1846,9 | 1832,9 | 1821,3 | 1811,7 | 1801,3 | 1791,7 | 1785,2 | 1775,8 |

1 січня 2012 р. в області, за оцінкою, проживало 1791,7 тис. осіб (3.9 % населення України, 9 місце), у тому числі міського населення — 1379,3 тис. осіб (77 % загальної чисельності по області), сільського — 412,4 тис. осіб. Природне скорочення населення за 2011 р. зафіксовано в усіх містах та районах області, крім м. Енергодара, в якому відбувся природний приріст, який становив 2,6 особи на 1000 наявного населення. Рівень природного скорочення був найвищим у Новомиколаївському районі (10,8 ‰). Народжуваність у сільській місцевості залишається вищою, ніж у міських поселеннях (11,3 ‰ проти 9,8 ‰). Рівень народжуваності по містах та районах області значно відрізнявся: від 8,7 народжених на 1000 наявного населення в Бердянській міськраді до 13,3 ‰ у Чернігівському районі.
Історична динаміка чисельності населення області (у сучасних кордонах)
| рік  | населення | місце серед регіонів |
| ---- | --------- | -------------------- |
| 1926 | 1 108 000 |                      |
| 1939 | 1 389 000 | 16                   |
| 1941 | 1 450 000 |                      |
| 1944 | 926 600   |                      |
| 1959 | 1 463 849 | 15                   |
| 1970 | 1 774 749 | 9                    |
| 1979 | 1 946 352 | 9                    |
| 1989 | 2 081 778 | 8                    |
| 2001 | 1 929 171 | 9                    |
| 2014 | 1 775 833 | 9                    |

Загальна кількість постійного населення області станом на 5 грудня 2001 року становила 1926,8 тис. осіб, в тому числі міське населення — 1452,8, або 75,4, сільське — 474,0 тис. осіб, або 24,6 %; чоловіки — 884,2 або 45,9 %, жінки — 1042,6 тис. осіб, або 54,1 %.

## Природний рух
Показники народжуваності, смертності та природного приросту населення у 1950–2020 рр.
| коефіцієнт (на 1000 осіб) | 1950 | 1960 | 1970 | 1990 | 2000 | 2010 | 2020  |
| ------------------------- | ---- | ---- | ---- | ---- | ---- | ---- | ----- |
| народжуваності            | 21,9 | 19,7 | 15,0 | 12,4 | 7,1  | 10,0 | 6,3   |
| смертності                | 6,7  | 6,4  | 8,3  | 11,9 | 15,8 | 15,8 | 17,5  |
| природного приросту       | 15,2 | 13,3 | 6,7  | 0,5  | -8,7 | -5,8 | -11,2 |

## Національний склад
На території області проживають представники понад 130 національностей і народностей. У національному складі населення області переважна більшість українців, чисельність яких становить 1364,1 тис. осіб, або 70,8 % загальної кількості населення.
Історична динаміка національного складу Запорізької області за даними переписів населення, %:
|          | 1926 | 1959 | 1970 | 1979 | 1989 | 2001 |
| -------- | ---- | ---- | ---- | ---- | ---- | ---- |
| українці | 67,4 | 68,3 | 65,6 | 63,8 | 63,1 | 70,8 |
| росіяни  | 18,1 | 25,9 | 29,0 | 31,1 | 32,0 | 24,7 |
| болгари  | 4,5  | 2,5  | 2,1  | 1,9  | 1,7  | 1,4  |
| білоруси | 0,4  | 0,7  | 0,8  | 0,8  | 0,9  | 0,7  |
| євреї    | 2,9  | 1,4  | 1,1  | 0,9  | 0,7  | 0,2  |
| німці    | 5,7  | 0,0  | 0,0  | 0,1  | 0,1  | 0,1  |

Національний склад населення Запорізької області станом на 2001 рік
| №  | Національність | Кількість осіб | Відсоток від загальної кількості |
| -- | -------------- | -------------- | -------------------------------- |
| 1  | Українці       | 1 364 095      | 70,80 %                          |
| 2  | Росіяни        | 476 748        | 24,74 %                          |
| 3  | Болгари        | 27 764         | 1,44 %                           |
| 4  | Білоруси       | 12 655         | 0,66 %                           |
| 5  | Вірмени        | 6 411          | 0,33 %                           |
| 6  | Татари         | 5 177          | 0,27 %                           |
| 7  | Євреї          | 4 353          | 0,23 %                           |
| 8  | Грузини        | 3 899          | 0,20 %                           |
| 9  | Азербайджанці  | 2 490          | 0,13 %                           |
| 10 | Молдовани      | 2 476          | 0,13 %                           |
| 11 | Інші           | 20 742         | 1,08 %                           |
|    | Разом          | 1 926 810      | 100 %                            |

Національний склад районів та міст Запорізької області за переписом 2001 року
|                               | українці | росіяни | болгари | білоруси |
| ----------------------------- | -------- | ------- | ------- | -------- |
| Запоріжжя                     | 70,7     | 25,5    | 0,4     | 0,7      |
| Бердянськ                     | 56,8     | 37,4    | 3,3     | 0,8      |
| Енергодар                     | 57,1     | 39,8    | 0,3     | 0,8      |
| Мелітополь                    | 55,2     | 38,9    | 1,8     | 0,8      |
| Токмак                        | 81,4     | 16,6    | 0,3     | 0,5      |
| Бердянський район             | 75,9     | 14,7    | 7,3     | 0,4      |
| Більмацький район             | 88,1     | 10,0    | 0,1     | 0,5      |
| Василівський район            | 77,4     | 20,2    | 0,3     | 0,5      |
| Великобілозерський район      | 92,6     | 5,9     |         | 0,2      |
| Веселівський район            | 76,7     | 19,9    | 0,3     | 0,4      |
| Вільнянський район            | 84,7     | 12,9    | 0,2     | 0,6      |
| Гуляйпільський район          | 93,1     | 5,4     | 0,1     | 0,4      |
| Запорізький район             | 83,8     | 13,9    | 0,2     | 0,7      |
| Кам'янсько-Дніпровський район | 57,3     | 40,1    | 0,2     | 0,5      |
| Мелітопольський район         | 62,8     | 31,2    | 0,6     | 0,7      |
| Михайлівський район           | 74,0     | 22,9    | 0,1     | 1,1      |
| Новомиколаївський район       | 92,8     | 6,0     |         | 0,3      |
| Оріхівський район             | 90,4     | 8,1     | 0,2     | 0,4      |
| Пологівський район            | 92,8     | 5,8     | 0,2     | 0,3      |
| Приазовський район            | 55,9     | 26,6    | 12,5    | 1,2      |
| Приморський район             | 52,5     | 22,2    | 23,4    | 0,5      |
| Розівський район              | 82,2     | 12,8    |         | 0,5      |
| Токмацький район              | 83,4     | 14,0    | 0,4     | 0,9      |
| Чернігівський район           | 92,0     | 6,0     | 0,8     | 0,3      |
| Якимівський район             | 61,6     | 31,6    | 1,6     | 0,7      |

Національний склад міст Запорізької області за переписом населення 2001 р., у %:
| місто                     | населення | українці | росіяни | болгари | білоруси | вірмени | інші |
| ------------------------- | --------- | -------- | ------- | ------- | -------- | ------- | ---- |
| Запоріжжя                 | 813 250   | 70,6     | 25,5    | 0,4     | 0,7      | 0,4     | 2,4  |
| Мелітополь                | 160 352   | 55,1     | 38,9    | 1,8     | 0,7      | 0,3     | 3,2  |
| Бердянськ                 | 125 026   | 56,8     | 37,4    | 3,3     | 0,8      | 0,2     | 1,5  |
| Енергодар                 | 56 180    | 57,1     | 39,8    | 0,3     | 0,8      | 0,2     | 1,8  |
| Токмак                    | 36 760    | 81,4     | 16,6    | 0,3     | 0,5      | 0,2     | 1,0  |
| Пологи                    | 22 096    | 91,2     | 7,2     | 0,2     | 0,3      | 0,2     | 0,9  |
| Дніпрорудне               | 21 271    | 60,8     | 36,6    | 0,2     | 0,7      | 0,3     | 1,4  |
| Оріхів                    | 17 986    | 89,7     | 8,9     | 0,2     | 0,4      | 0,2     | 0,6  |
| Гуляйполе                 | 16 829    | 93,7     | 5,4     | 0,1     | 0,2      | 0,1     | 0,5  |
| Вільнянськ                | 16 456    | 86,0     | 12,1    | 0,2     | 0,4      | 0,4     | 0,9  |
| Василівка                 | 15 507    | 82,3     | 15,0    | 0,5     | 0,5      | 0,6     | 1,1  |
| Кам'янка-Дніпровська      | 15 406    | 47,9     | 49,5    | 0,2     | 0,7      | 0,4     | 1,3  |
| Приморськ                 | 12 860    | 61,3     | 28,1    | 8,3     | 0,6      | 0,2     | 1,5  |
| Молочанськ                | 7 883     | 76,3     | 21,2    | 0,4     | 0,9      |         | 0,4  |
| Міста Запорізької області | 1 337 862 | 68,0     | 28,0    | 0,9     | 0,7      | 0,3     | 2,1  |

## Мовний склад

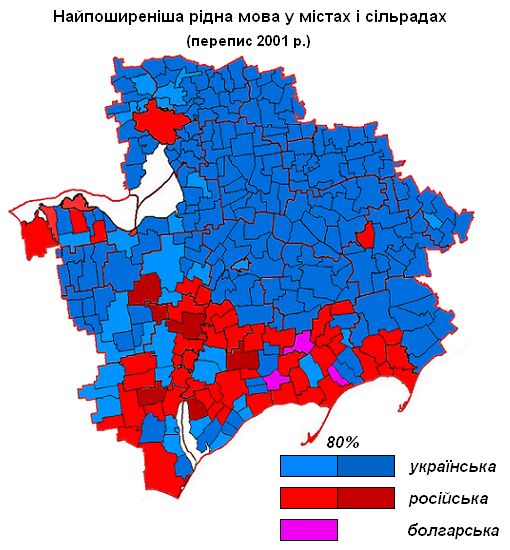
Найпоширеніша рідна мова у містах і сільрадах Запорізької області за переписом 2001 р.

Динаміка рідної мови населення Запорізької області за результатами переписів населення, %
|            | 1926 | 1959 | 1970 | 1979 | 1989 | 2001 |
| ---------- | ---- | ---- | ---- | ---- | ---- | ---- |
| українська | 63,3 | 61,0 | 57,1 | 51,4 | 49,3 | 50,2 |
| російська  | 24,1 | 37,2 | 41,4 | 47,2 | 48,9 | 48,2 |
| болгарська | 3,8  | 1,7  | 0,7  | 0,5  | 0,8  | 0,5  |
| інша       | 8,8  | 0,1  | 0,8  | 0,9  | 1,0  | 1,0  |

Рідна мова населення районів і міст обласного підпорядкування Запорізької області за переписом населення 2001 р.
|                               | українська | російська | болгарська | вірменська | білоруська | циганська |
| ----------------------------- | ---------- | --------- | ---------- | ---------- | ---------- | --------- |
| ЗАПОРІЗЬКА ОБЛАСТЬ            | 50,2       | 48,2      | 0,5        | 0,2        | 0,1        | 0,1       |
| ЗАПОРІЖЖЯ (міськрада)         | 41,7       | 56,8      | 0,1        | 0,2        | 0,1        | 0,1       |
| БЕРДЯНСЬК (міськрада)         | 24,2       | 75,1      | 0,3        | 0,1        | 0,1        |           |
| м. МЕЛІТОПОЛЬ                 | 20,4       | 78,1      | 0,2        | 0,1        | 0,1        | 0,2       |
| м. ТОКМАК                     | 70,3       | 29,4      |            | 0,1        | 0,1        |           |
| м. ЕНЕРГОДАР                  | 37,8       | 61,7      |            | 0,1        | 0,1        |           |
| ЯКИМІВСЬКИЙ РАЙОН             | 42,5       | 55,1      | 0,1        | 0,4        | 0,1        |           |
| БЕРДЯНСЬКИЙ РАЙОН             | 68,5       | 27,8      | 3,1        | 0,3        | 0,1        |           |
| ВАСИЛІВСЬКИЙ РАЙОН            | 70,8       | 28,4      | 0,1        | 0,3        | 0,1        | 0,1       |
| ВЕЛИКОБІЛОЗЕРСЬКИЙ РАЙОН      | 93,7       | 5,8       |            |            |            | 0,1       |
| ВЕСЕЛІВСЬКИЙ РАЙОН            | 70,5       | 28,2      |            | 0,5        | 0,1        |           |
| ВІЛЬНЯНСЬКИЙ РАЙОН            | 84,7       | 14,7      |            | 0,2        | 0,1        |           |
| ГУЛЯЙПІЛЬСЬКИЙ РАЙОН          | 94,1       | 5,2       |            | 0,3        | 0,2        |           |
| ЗАПОРІЗЬКИЙ РАЙОН             | 83,9       | 15,4      | 0,1        | 0,2        | 0,2        |           |
| КАМ`ЯНСЬКО-ДНІПРОВСЬКИЙ РАЙОН | 44,5       | 54,7      |            | 0,4        | 0,1        |           |
| БІЛЬМАЦЬКИЙ РАЙОН             | 89,1       | 10,2      |            | 0,3        | 0,2        |           |
| МЕЛІТОПОЛЬСЬКИЙ РАЙОН         | 39,4       | 58,2      | 0,1        | 0,2        | 0,1        | 0,3       |
| МИХАЙЛІВСЬКИЙ РАЙОН           | 67,1       | 31,8      |            | 0,3        | 0,2        | 0,2       |
| НОВОМИКОЛАЇВСЬКИЙ РАЙОН       | 93,8       | 5,8       |            |            | 0,1        |           |
| ОРІХІВСЬКИЙ РАЙОН             | 91,4       | 8,2       |            | 0,1        | 0,1        |           |
| ПОЛОГІВСЬКИЙ РАЙОН            | 92,9       | 6,5       |            | 0,1        | 0,1        |           |
| ПРИАЗОВСЬКИЙ РАЙОН            | 37,4       | 53,3      | 7,1        | 0,5        | 0,5        |           |
| ПРИМОРСЬКИЙ РАЙОН             | 32,5       | 55,2      | 12,0       | 0,1        | 0,1        |           |
| РОЗІВСЬКИЙ РАЙОН              | 82,4       | 17,0      |            |            | 0,2        |           |
| ТОКМАЦЬКИЙ РАЙОН              | 79,9       | 19,5      | 0,1        |            | 0,3        |           |
| ЧЕРНІГІВСЬКИЙ РАЙОН           | 93,5       | 5,9       | 0,1        | 0,1        | 0,1        |           |

### Вільне володіння мовами
За даними Всеукраїнського перепису населення 2001 року, 86,77% мешканців Запорізької області вказали вільне володіння українською мовою, а 85,92% - російською мовою. 93,79% мешканців Запорізької області вказали вільне володіння мовою своєї національності.
Вільне володіння мовами найбільш чисельних національностей Запорізької області за даними перепису населення 2001 р.
|               | своєї національності | українська | російська |
| ------------- | -------------------- | ---------- | --------- |
| Українці      | 94,69%               |            | 81,16%    |
| Росіяни       | 98,59%               | 67,35%     |           |
| Болгари       | 57,52%               | 70,75%     | 95,27%    |
| Білоруси      | 29,62%               | 65,45%     | 92,09%    |
| Вірмени       | 62,39%               | 52,46%     | 88,96%    |
| Татари        | 53,47%               | 54,14%     | 93,05%    |
| Євреї         | 6,82%                | 77,85%     | 97,36%    |
| Грузини       | 36,37%               | 64,32%     | 79,46%    |
| Азербайджанці | 64,18%               | 45,70%     | 88,11%    |
| Молдовани     | 46,81%               | 68,54%     | 87,48%    |
| Німці         | 26,66%               | 64,15%     | 95,25%    |
| Греки         | 15,01%               | 73,80%     | 94,03%    |
| Цигани        | 80,76%               | 47,22%     | 80,76%    |
| Поляки        | 16,12%               | 84,22%     | 88,78%    |

## Місце народження
За переписом 2001 року 86,2% населення Запорізької області народилися на території України (УРСР), 13,8% населення — на території інших держав (зокрема 10,4% — на території Росії). 71,5% населення народилися на території Запорізької області, 14,7% — у інших регіонах України.
Питома вага уродженців різних регіонів України у населенні Запорізької області за переписом 2001 року:
| уродженців області | кількість | частка у населенні |
| Запорізької        | 1378031   | 71,5               |
| Дніпропетровської  | 45536     | 2,4                |
| Донецької          | 35266     | 1,8                |
| Херсонської        | 31170     | 1,6                |
| АР Крим            | 16035     | 0,8                |
| Вінницької         | 12173     | 0,6                |
| Харківської        | 11302     | 0,6                |
| Полтавської        | 11071     | 0,6                |
| Луганської         | 10546     | 0,5                |
| Сумської           | 10120     | 0,5                |
| Чернігівської      | 9683      | 0,5                |
| Житомирської       | 9032      | 0,5                |
| Хмельницької       | 8994      | 0,5                |
| Кіровоградської    | 8459      | 0,4                |
| Одеської           | 8314      | 0,4                |
| Львівської         | 8009      | 0,4                |
| Черкаської         | 6705      | 0,3                |
| Івано-Франківської | 6587      | 0,3                |
| Київської          | 6477      | 0,3                |
| Миколаївської      | 5993      | 0,3                |
| Тернопільської     | 5670      | 0,3                |
| Волинської         | 3828      | 0,2                |
| Рівненської        | 3588      | 0,2                |
| Чернівецької       | 3343      | 0,2                |
| Закарпатської      | 2319      | 0,1                |
| м. Києва           | 2308      | 0,1                |
| Севастополя        | 1039      | 0,1                |

## Зайнятість населення
Сфери зайнятості населення області за переписом 2001 року
| сфера діяльності                                                                 | кількість зайнятих | частка |
| -------------------------------------------------------------------------------- | ------------------ | ------ |
| Обробна промисловість                                                            | 187 843            | 26,2%  |
| Сільське господарство, мисливство та лісове господарство                         | 114 406            | 15,9%  |
| Оптова та роздрібна торгівля; торгівля транспортними засобами; послуги з ремонту | 88 395             | 12,3%  |
| Освіта                                                                           | 55 929             | 7,8%   |
| Охорона здоров'я та соціальна допомога                                           | 52 634             | 7,3%   |
| Транспорт і зв'язок                                                              | 46 516             | 6,5%   |
| Державне управління                                                              | 35 770             | 5,0%   |
| Виробництво електроенергії, газу та води                                         | 32 957             | 4,6%   |
| Будівництво                                                                      | 27 897             | 3,9%   |
| Операції з нерухомістю, здавання під найм та послуги юридичним особам            | 25 964             | 3,6%   |
| Колективні, громадські та особисті послуги                                       | 17 837             | 2,5%   |
| Готелі та ресторани                                                              | 13 710             | 1,9%   |
| Добувна промисловість                                                            | 6 555              | 0,9%   |
| Фінансова діяльність                                                             | 6 086              | 0,8%   |
| Послуги домашньої прислуги                                                       | 1 967              | 0,3%   |
| Рибне господарство                                                               | 1 766              | 0,2%   |
| Неточно вказали або не вказали вид діяльності                                    | 1 576              | 0,2%   |
| Екстериторіальна діяльність                                                      | 74                 | 0,0%   |
| Всього зайнятих економічною діяльністю                                           | 717 882            | 100,0% |